# Kalmykowo (Kaliningrad)
Kalmykowo (russisch Калмыково, deutsch Heyde, Kreis Preußisch Eylau) ist ein Ort in der russischen Oblast Kaliningrad (Gebiet Königsberg (Preußen)) und gehört zur Niwenskoje selskoje posselenije (Landgemeinde Niwenskoje (Wittenberg)) im Rajon Bagrationowsk (Kreis Preußisch Eylau).

## Geographische Lage
Kalmykowo liegt 22 Kilometer nordwestlich der Rajonshauptstadt und ehemaligen Kreisstadt Bagrationowsk (Preußisch Eylau) im Gebiet zwischen den Flüssen Frisching (russisch: prochladnaja) und Pasmar (Maiskaja). Der Ort 1 Kilometer westlich von Pobeda (Arnsberg) ist über eine Nebenstraße zu erreichen, die Niwenskoje (Wittenberg) und Wladimirowo (Tharau) mit Slawskoje (Kreuzburg) und Pogranitschnoje (Hussehnen) verbindet. Eine Bahnanbindung besteht nicht.

## Geschichte
Das ehemals Heyde genannte Vorwerk gehörte bis 1945 zur Gemeinde Arnsberg (heute russisch: Pobeda) im gleichnamigen Amtsbezirk im Landkreis Preußisch Eylau im Regierungsbezirk Königsberg der preußischen Provinz Ostpreußen.
Infolge des Zweiten Weltkrieges kam Heyde mit dem ganzen nördlichen Ostpreußen zur Sowjetunion und 1950 erhielt der Ort die russische Bezeichnung „Kalmykowo“. Bis zum Jahr 2009 war der Ort in den Wladimirowski sowjet (Dorfsowjet Wladimirowo (Tharau)) eingegliedert und ist seither – aufgrund einer Struktur- und Verwaltungsreform – eine als „Siedlung“ (russisch: possjolok) eingestufte Ortschaft in der Niwenskoje selskoje posselenije (Landgemeinde Niwenskoje (Wittenberg)) im Rajon Bagrationowsk.

## Kirche
Vor 1945 war die Einwohnerschaft Heydes fast ausschließlich evangelischer Konfession. Der Ort war in das Kirchspiel Kreuzburg (heute russisch: Slawskoje) eingepfarrt und gehörte zum Kirchenkreis Preußisch Eylau (Bagrationowsk) in der Kirchenprovinz Ostpreußen der Kirche der Altpreußischen Union. Die letzten deutschen Geistlichen waren die Pfarrer Friedrich Schumacher und Arno Stritzel.
Heute liegt Kalmykowo im Einzugsgebiet der neugegründeten evangelisch-lutherischen Dorfkirchengemeinde in Gwardeiskoje (Mühlhausen). Sie ist Filialgemeinde der Auferstehungskirche in  Kaliningrad (Königsberg) innerhalb der Propstei Kaliningrad der Evangelisch-lutherischen Kirche Europäisches Russland (ELKER).